# Богдо-гэгэн V
Лувсанчултэмжигмэддамбийжанцан (монг. Лувсанчүлтэмжигмэддамбийжанцан; тиб. བློ་བཟང་ཚུལ་ཁྲིམས་འཇིགས་མེད་བསྟན་པའི་རྒྱལ་མཚན, Вайли blo bzang tshul khrims 'jigs med bstan pa'i rgyal mtshan — Лобсанг Цультим Джигме Тенпей Гьялцен; 1815, Лхаса, Тибет — 1841, Урга, Внешняя Монголия) — Богдо-гэгэн V — пятый Халха-Джебдзун-Дамба-хутухта, первоиерарх монгольских буддистов.

## Биография
Богдо-гэгэн V родился в 1815 году сыном тибетского чиновника Гонпо Дондупа и Ригдзин Бутэд недалеко от Поталы. Был привезён в Их-Хурэ в 1820 году в сопровождении наставника Лобсана Джамьяна, у которого обучался в течение десяти лет. Маньчжурский император Даогуан отказал ему в традиционном визите в Пекин, наказав обучаться в Монголии. В 1834 году санкционировал строительство Майдар-дацана. Посетил цинскую столицу несколькими годами позже полагавшегося, располагая лишь своими собственными средствами. Вернувшись в Их-Хурэ в 1836 году, он испросил перенести свою ставку подальше от китайского торгового квартала в место на холме Далхын. Через два года туда же был перенесён монастырь Гандантэгченлин, в который а сразу же потянулось духовенство с целью получения буддийского образования, зная о том, что Богдо-гэгэн распорядился зачислять в училища каждого желающего.
В 1840 году вновь посетил Пекин. В 1841 году, согласно его пожеланию, его наставник Брагри Ёнзон Дамцагдорж основал в Их-Хурэ Ламрим-дацан. Помимо этого, рядом с Ганданом в период его жизни были построены два цанид-дацана — Гунгаачойлин и Дашчойнпэл, а также Бадам-Ёга-дацан, позже получившие собирательное название Гандан-Хурэ. Получив от Дамцагдоржа посвящение в Наро-дакини, Богдо-гэгэн основал Нарохажид-дацан. Скончался в 1841 году в Гандане в возрасте 26 лет.